# 다온중학교
다온중학교는 대한민국 경기도 의정부시 가능동에 있는 공립 중학교이다.

## 학교 연혁
- 1989년 12월 22일 : 의정부서중학교 설립 인가(36학급)
- 1990년 03월 01일 : 초대 주복임 교장 취임
- 1990년 03월 05일 : 개교, 제1회 입학식(611명)
- 1993년 02월 16일 : 제1회 졸업식(617명)
- 1996년 11월 07일 : 교육부지정 시범학교(인성교육)발표
- 2009년 11월 04일 : 인조잔디 운동장 준공
- 2014년 08월 27일 : 한빛관 개관
- 2018년 03월 01일 : 학교명 변경 (다온중학교)
- 2019년 10월 29일 : 디지털 무선인프라 미래학교 구축
- 2019년 11월 07일 : 공간혁신디자인사업 다온학습카페 조성
- 2020년 03월 01일 : 학교환경개선협력사업 도서관리모델링,다온커뮤니티구축
- 2020년 12월 31일 : 레인보우메이커스페이스 시설구축
- 2020년 12월 31일 : 혁신공감학교 운영 우수교 교육감 표창
- 2021년 07월 16일 : 학부모 동아리-아름다운 나눔인 시장 표창
- 2021년 12월 06일 : 효율적인 학교운동부 운영 교육감 표창
- 2022년 08월 31일 : 효율적인 학교운동부 운영 교육감 표창
- 2022년 12월 30일 : 경기 레인보우메이커 학교 운영 교육감 표창
- 2022년 12월 31일 : 학교 도서관 공간혁신 교육감 표창
- 2023년 08월 15일 : 소규모 환경사업-Wee클래스 리모델링
- 2024년 05월 01일 : 교육복지우선지원사업 신규학교지정
- 2024년 08월 16일 : 교실환경 개선사업(창호, 책걸상, 출입문)노후시설교체
- 2024년 12월 31일 : 기초학력 보장 운영 유공 교육장 표창
- 2025년 01월 07일 : 제33회 졸업식(103명, 총 12,507명)
- 2025년 03월 01일 : 12대 주지숙교장 취임
- 2025년 03월 04일 : 제36회 입학식(58명)

## 참고 자료
- 다온중학교 - 한국교육학술정보원 학교알리미